# Echeandia falcata
Echeandia falcata är en sparrisväxtart som beskrevs av Robert William Cruden. Echeandia falcata ingår i släktet Echeandia och familjen sparrisväxter. Inga underarter finns listade i Catalogue of Life.